# Tapecomys
Tapecomys es un pequeño género de roedores de la familia Cricetidae. Sus 2 especies habitan en ambientes arbustivos o selváticos de la vertiente andina oriental en el centro-oeste de Sudamérica y son denominadas comúnmente pericotes.

## Taxonomía
Descripción original
Este género fue descrito en el año 2000, por los zoólogos Sydney Anderson y Terry L. Yates.
Historia taxonómica
La especie tipo de Tapecomys, Tapecomys primus, fue descrita al mismo tiempo que el género, sobre la base de 2 ejemplares que habían sido capturados en el año 1991 en una zona boscosa de la localidad de Tapecua (21°26′S 63°55′W), a una altitud de 1500 m s. n. m., en el departamento de Tarija, sudeste de Bolivia.
Al describir a Tapecomys se lo hizo bajo la consideración de ser un género monotípico. Algunos años después, análisis moleculares revelaron que en realidad estaba estrechamente relacionado con una especie hasta ese entonces asignada al género Phyllotis: Phyllotis wolffsohni, la cual había sido descrita casi un siglo antes —en el año 1902—, por el zoólogo británico Oldfield Thomas, con localidad tipo en Tapacarí, departamento de Cochabamba, Bolivia (a una altitud de 3018 m s. n. m.). Ambas conformaban un clado, por lo que en el año 2007, Phyllotis wolffsohni fue finalmente transferida a Tapecomys.
Subdivisión
Este género se compone de 2 especies: 
- Tapecomys primus Anderson & Yates, 2000
- Tapecomys wolffsohni (Thomas, 1902)

## Distribución geográfica y hábitat
Este género se distribuye de manera endémica en el centro y sur de Bolivia y en el noroeste de la Argentina.
Ambas especies que integran el género difieren en sus preferencias de hábitat. T. primus vive en selvas de montaña o yungas del sur de Bolivia y norte de la Argentina, en altitudes comprendidas entre los 1200 y 1500 m s. n. m. T. wolffsohni, en cambio, fue localizado a altitudes mayores y en ambientes dominados por vegetación con tendencia a la xerofilia, con abundancia de matorrales arbustivos, siendo exclusiva del centro de Bolivia, ya que las menciones de T. wolffsohni para la Argentina posiblemente son todas confusiones con T. primus.

## Características
Es un género filotino de gran tamaño, relacionado con los géneros Andalgalomys, Salinomys y Graomys.
Las principales diferencias entre ambas especies que lo integran son las siguientes:
- En T. primus la región interorbitaria es divergente posteriormente (en T. wolffsohni es uniformemente comprimida);
- En T. primus los nasales son cortos, alcanzando el plano definido por los lagrimales y el extremo posterior es romo (en T. wolffsohni los nasales son largos, sobrepasando a los lagrimales y el extremo posterior es agudo);
- En T. primus el pie es de mayor tamaño, con rangos de longitudes de entre 29 y 34 mm, con un promedio de 32 mm (en T. wolffsohni el rango va de entre 26 y 30 mm, con un promedio de 27,5 mm);
- En T. primus la longitud de la serie dentaria es mayor, con rangos de entre 6,4 y 6,7 mm y un promedio de 6,6 mm (en T. wolffsohni el rango va de entre 5,1 y 6,5 mm con un promedio de 5,7 mm);
- Citológicamente, en T. primus el número de cromosomas es de 2n = 56 (en T. wolffsohni es de 2n = 54).